# Юнг, Николай Викторович
Никола́й Ви́кторович Юнг (23 октября 1855 — 16 мая 1905, Цусимский пролив) — русский морской офицер, капитан 1-го ранга, герой Цусимского сражения.

## Биография

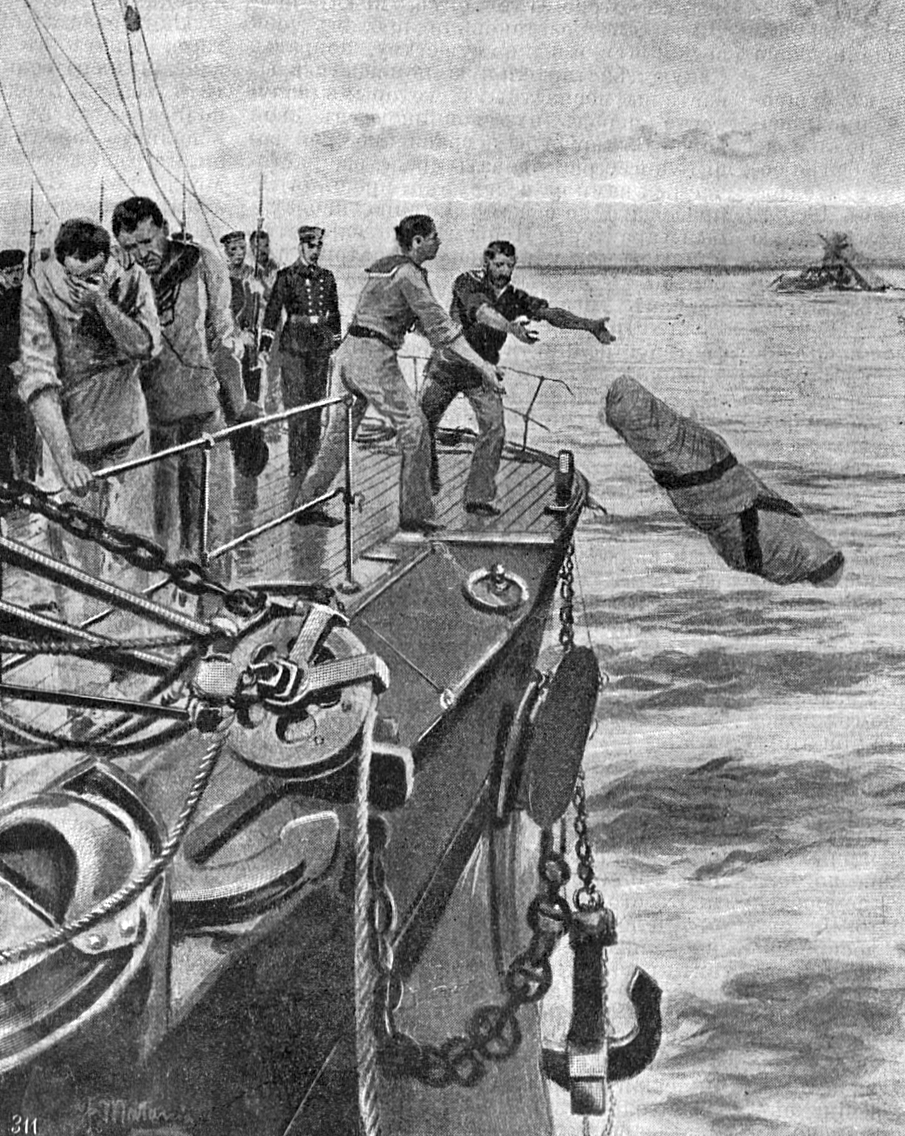
Фортунио Матанья. Рисунок 1905г. Погребение в волнах моря командира броненосца «Орёл» Юнга Н. В.

Происходил из дворян Тверской губернии: сын управляющего акцизными сборами Тверской и Новгородской губерний Виктора Лукича Юнга.
- учился в Тверской гимназии.
- 15 сентября 1872 — Принят воспитанником в Морское училище.
- 1 мая 1873 — Принят на действительную службу.
- 16 ноября 1875 — Унтер-офицер.
- 1 мая 1876 — Окончил Морское училище 18-м по списку и выпущен в чине гардемарина.
- 19 мая 1876 — Назначен в 5-й флотский экипаж.
- 9 ноября 1876 — Переведен в 8-й флотский экипаж.
- 30 августа 1877 — Мичман.
- 24 декабря 1877 — Командирован на Дунай, в состав действующей армии.
- 2 февраля 1878 — Командир портового катера «Василий».
- 5 августа 1879 — Возвращен в экипаж.
- 7 ноября 1881 — Командир роты монитора «Перун».
- 1 января 1882 — Лейтенант.
- 22 марта 1882 — Ревизор клипера «Жемчуг» с переводом в 6-й флотский экипаж.
- 10 мая 1882 — Переведен в 7-й флотский экипаж.
- 7 июля 1882 — Исполняющий обязанности ревизора клипера «Разбойник» с переводом во 2-й флотский экипаж.
- 28 апреля 1884 — В 6-м флотском экипаже.
- 21 января 1885 — Утвержден в должности ревизора клипера «Разбойник».
- 30 декабря 1885 — 15 июля 1886 — Ревизор клипера «Разбойник».
- 3 сентября 1887 — В обучающемся составе Учебно-артиллерийского отряда.
- 15 сентября 1889 — В 6-м флотском экипаже.
- 13 апреля 1890 — Врид командира канонерской лодки «Ёрш».
- 28 мая 1890 — Заведующий миноносцем «Лахта».
- 18 августа 1890 — Командир роты экипажа фрегата «Минин».
- 1 октября 1891 — Во 2-м флотском экипаже.
- 29 августа 1892 — Старший офицер крейсера 1-го ранга «Генерал-Адмирал».
- 30 августа 1893 — Капитан 2-го ранга «за отличие».
- 17 апреля 1894 — Временно заведующий эскадренным броненосцем «Полтава».
- 20 февраля 1895 — Командир парохода «Славянка».
- 5 мая 1895 — Заведующий миноносцами и их командами по строевой части.
- 5 февраля 1896 — Командир учебного судна «Воин».
- 7 августа 1896 — Окончил курс Военно-Морской Академии.
- 13 апреля 1897 — Командир крейсера 2-го ранга «Вестник».
- 2 августа 1898 — Постоянный член комиссии по испытанию новых броненосцев.
- 24 августа 1898 — Член экзаменационной комиссии гардемарин в Морском Кадетском Корпусе.
- 8 сентября 1898 — Член комиссии по назначению пособий офицерам 7-го флотского экипажа.
- 6 декабря 1898 — Командир учебного судна «Моряк».
- 14 августа 1899 — Член дефектной комиссии Кронштадтского порта.
- 1899 - 05 марта 1901 — Командир учебного судна «Верный».
- 6 декабря 1901 - Капитан 1-го ранга.
- 21 мая 1901 — 26 мая 1903 — Заведующий Учебной командой строевых квартирмейстеров.
- 20 сентября 1902 — 19 апреля 1904 — Командир крейсера 1-го ранга «Генерал-Адмирал».
- 19 апреля 1904 — 15 мая 1905 — Командир эскадренного броненосца «Орёл» в составе 2-й Тихоокеанской эскадры.

Во время Цусимского сражения был тяжело ранен и в бессознательном состоянии попал в плен после капитуляции контр-адмирала Н. И. Небогатова. В лазарете захваченного японцами корабля он скончался от полученных ранений 16 мая 1905 года. Был погребён в море в точке с координатами 35°56’13" с.ш., 135° 10' в.д.
Погон Н. В. Юнга, снятый с мундира, в котором он был в Цусимском сражении, хранится в специальном футляре в Российской национальной библиотеке.

## Участие в народовольческом движении
В 1880—1881 гг. был в числе основателей народовольческого военного центра, народовольческого морского кружка в Кронштадте. В пору массовых арестов среди офицерства, 14 июля 1883 г., он успел уйти в кругосветное плавание, из которого вернулся лишь в апреле 1886 года. Тем не менее, как явствует из специального досье Министерства юстиции «О лейтенанте Николае Юнге», по возвращении из плавания он был арестован и привлечен к дознанию по делу о Военной организации «Народной воли». Отделался «неудостоением к производству по линии впредь до одобрительного засвидетельствования начальства». После этого Юнг отошёл от революционного движения.

## Отличия
- Светло-бронзовая медаль «В память  русско-турецкой войны 1877—1878» (29.4.1878)
- Орден Святого Станислава III степени (30.6.1879)
- Гавайский королевский орден Капиолани офицерского креста 5-го класса (5.3.1884)
- Орден Святой Анны III степени (1.1.1892)
- Французский Кавалер ордена Почётного легиона (21.2.1894)
- Орден Святого Станислава II степени (6.12.1894)
- Серебряная медаль «В память царствования императора Александра III» на Александровской ленте (21.3.1896)
- Коронационная медаль «В память коронации Императора Николая II» (21.2.1898)
- Высочайшая благодарность за отличное состояние крейсера «Вестник» по возвращении из заграничного плаванья (7.5.1898)
- Орден Святой Анны II степени (6.12.1899)